# Reinhard Voigt (Maler)
|  | Dieser Artikel wurde auf der Qualitätssicherungsseite des Projekts Bildende Kunst eingetragen. Die Mitarbeiter der QS-Bildende Kunst arbeiten daran, die Qualität der Artikel aus dem Themengebiet Kunst auf ein besseres Niveau zu bringen. Bitte hilf mit, die Mängel dieses Artikels zu beheben und beteilige Dich an der Diskussion. |

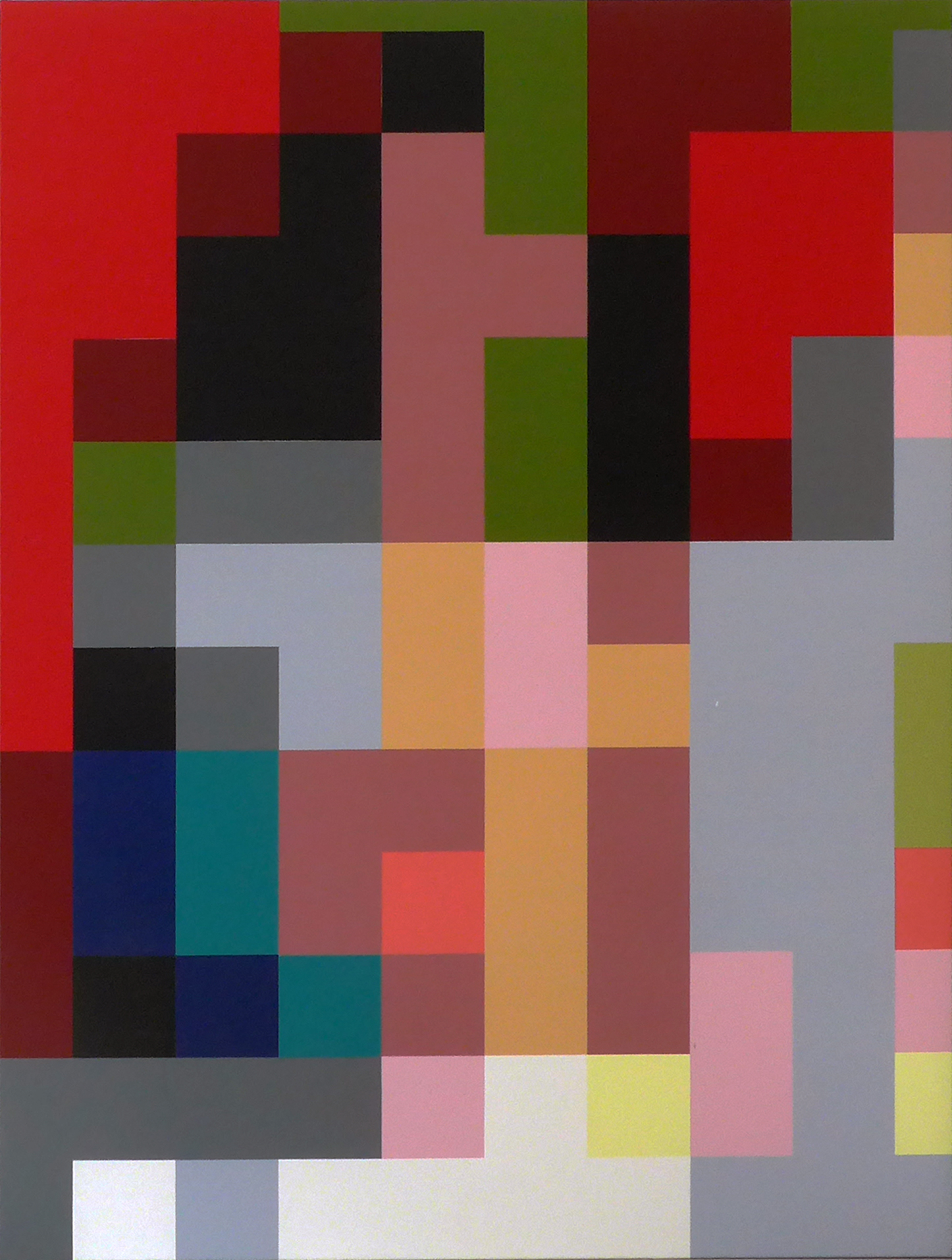
Reinhard Voigt: Red Hook (2018), Akryl auf Leinwand, 185 × 140 cm

Reinhard Voigt (* 9. Juli 1940 in Berlin) ist ein deutscher Maler und Keramiker.

## Werdegang
Nach einer Lehre zum Keramiker studierte Voigt von 1965 bis 1971 unter anderem bei Hans Thiemann, David Hockney und Gotthard Graubner an der Hochschule für bildende Künste Hamburg. Er hatte Einzelausstellungen in der Galerie M. E. Thelen in Köln und in der Ausstellungsreihe „14 mal 14“ in der Kunsthalle Baden-Baden (1968–1973), die jungen, zum Teil später berühmten Künstlern wie Georg Baselitz, Gerhard Richter, Günther Uecker, Markus Lüpertz und Anselm Kiefer erste Möglichkeiten zur Präsentation ihres Schaffens bot. Voigt emigrierte 1978 zunächst nach New York, ging 1985 nach Los Angeles und wechselte im Jahr 2000 nach Upstate New York, wo er bis zu seiner Rückkehr nach Berlin 2017 blieb. Dem in der Akademie entwickelten Raster als Grundlage und Ort der Auseinandersetzung mit den Kategorien Form, Abstraktion, Figuration, Anonymität, Duktus, Farbtonalität sowie letztlich Schönheit und Lesbarkeit ist Voigt stets treu geblieben. Die formale Stringenz seines Ansatzes hat auch dazu geführt, dass sein Werk bevorzugt als Verhandlungsraum des kunsthistorisch signifikanten Rasters beschrieben wurde. In diesem Kontext wurde sein Werk auch in der Ausstellung „Rasterfahndung“ neben denen von Roy Lichtenstein, Sigmar Polke und anderen 2012 im Kunstmuseum Stuttgart ausgestellt. Erst jüngst findet eine Neubewertung statt, die Voigts lebenslange Arbeit auch als Kommentar der deutschen Malerei nach 1945 verortet. Werke des Künstlers befinden sich in der Bank of America Collection, London, der Eli Broad (Sun America Collection), Santa Monica, USA, dem Kunstmuseum Stuttgart, der Sammlung des Landes Baden-Württemberg, der Städtische Galerie, Wolfsburg, dem Museum of Modern Art, New York sowie in zahlreichen Privatsammlungen. Reinhard Voigt wurde 2021 ein Stipendium der Stiftung Kunstfonds für die Werkverzeichnung zugesprochen. Reinhard Voigt lebt und arbeitet in Berlin.

## Ausstellungen (Auswahl)

### Einzelausstellung
- 2024 Reinhard Voigt: textiles, Soy Capitan, Berlin
- 2023 Reinhard Voigt: Pure Pleasure, Neues Museum Nürnberg
- 2021 Reinhard Voigt: Hör zu, jevouspropose Zurich
- 2020 DATA siegt!, FELD+HAUS, Frankfurt am Main
- 2018 Unsere Welt – der andere Blick, FELD+HAUS, Frankfurt am Main
- 2016 No Ideas But in Things, FELD+HAUS, Frankfurt am Main
- 2013 High Resolution, FELD+HAUS, Frankfurt am Main
- 2012 Ist der Mensch messbar, BQ Gallery, Berlin
- 2009 BQ Gallery, Berlin
- 2007 Kunstverein Gera, Gera
- 2006 BQ Gallery, Köln
- 2003 BQ Gallery, Köln
- 1999 Zella Gallery, London
- 1997 Gallery Gudrun Spielvogel, München
- 1995 Wortmalerei, Merve Verlag, Berlin
- 1993 In Memory Of Petra Kelly, Angles Gallery, Santa Monica, USA
- 1991 Reinhard Voigt: A Survey, Angles Gallery, Santa Monica, USA
- 1989 Decals, Komat Gallery, Braunschweig
- 1989 One Plus One, Kunstverein Wolfenbüttel
- 1989 Academy of Fine Arts, Braunschweig
- 1974 Salon K. Wolf, Essen
- 1973 Gallery M.E. Thelen, Köln
- 1972 Kunstverein Unna, Unna
- 1971 Gallery M.E. Thelen, Köln
- 1970 Kunsthalle Baden-Baden, Baden-Baden

### Gruppenausstellung
- 2022 Alpensinfonie. Hans Erni Museum, Luzern
- 2020 Good Vibrations. Sommer in der Pop-Art, Wilhelm-Hack-Museum, Ludwigshafen/Rhein
- 2020 ZONA MACO, FELD+HAUS, Mexiko-Stadt
- 2019 ZONA MACO, FELD+HAUS, Mexiko-Stadt
- 2018 ARTBO, FELD+HAUS, Bogota
- 2014 Frieze Art Fair, BQ Gallery, London
- 2013 Ed Ruscha Books & Co, Museum Brandhorst, München
- 2013 Ed Rusha Books & Co, Gagosian Gallery, New York
- 2013 „Gut Aufgelegt“, Sammlung H. Beck, Ludwigshafen/Rhein
- 2012 „Rasterfahndung“, Kunstmuseum Stuttgart, Stuttgart
- 2012 „Paul Thek, in Process“, Lehmbruck Museum, Duisburg
- 2010 „A Moving Plan B – Chapter One“, Drawing Room, London
- 2008 Frieze Art Fair, BQ Gallery, London
- 2006 Art Basel, BQ Gallery, Basel
- 2005 „Jahresgaben 05“, Kunstverein Köln, Köln
- 2003 Kunsthalle Düsseldorf, Düsseldorf
- 2003 Frieze Art Fair, BQ Gallery, London
- 2002 Galerie vom Zufall und vom Glück, Hannover
- 1998 „The Table“, Sprengel Museum, Hannover
- 1986 „Meisterwerke der städtischen Galerie Wolfsburg“, Sarajevo, Jugoslawien
- 1979 Mathildenhöhe, Darmstadt
- 1978 Alex Rosenberg Gallery, New York
- 1974 „Junge Deutsche Kunst“, Gallery Ginza Five, Tokio
- 1973 Galerie Rudolf Zwirner, Köln
- 1973 Galerie H. Neuendorf, Hamburg/Köln